# Robot a coordinate cartesiane

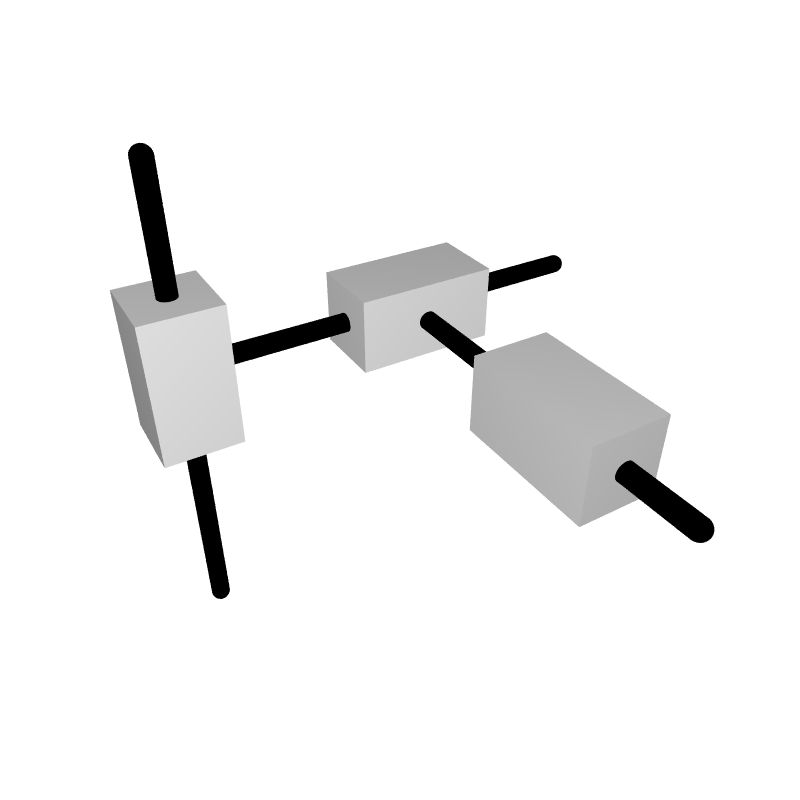
Schema cinematico del robot cartesiano (coordinate)

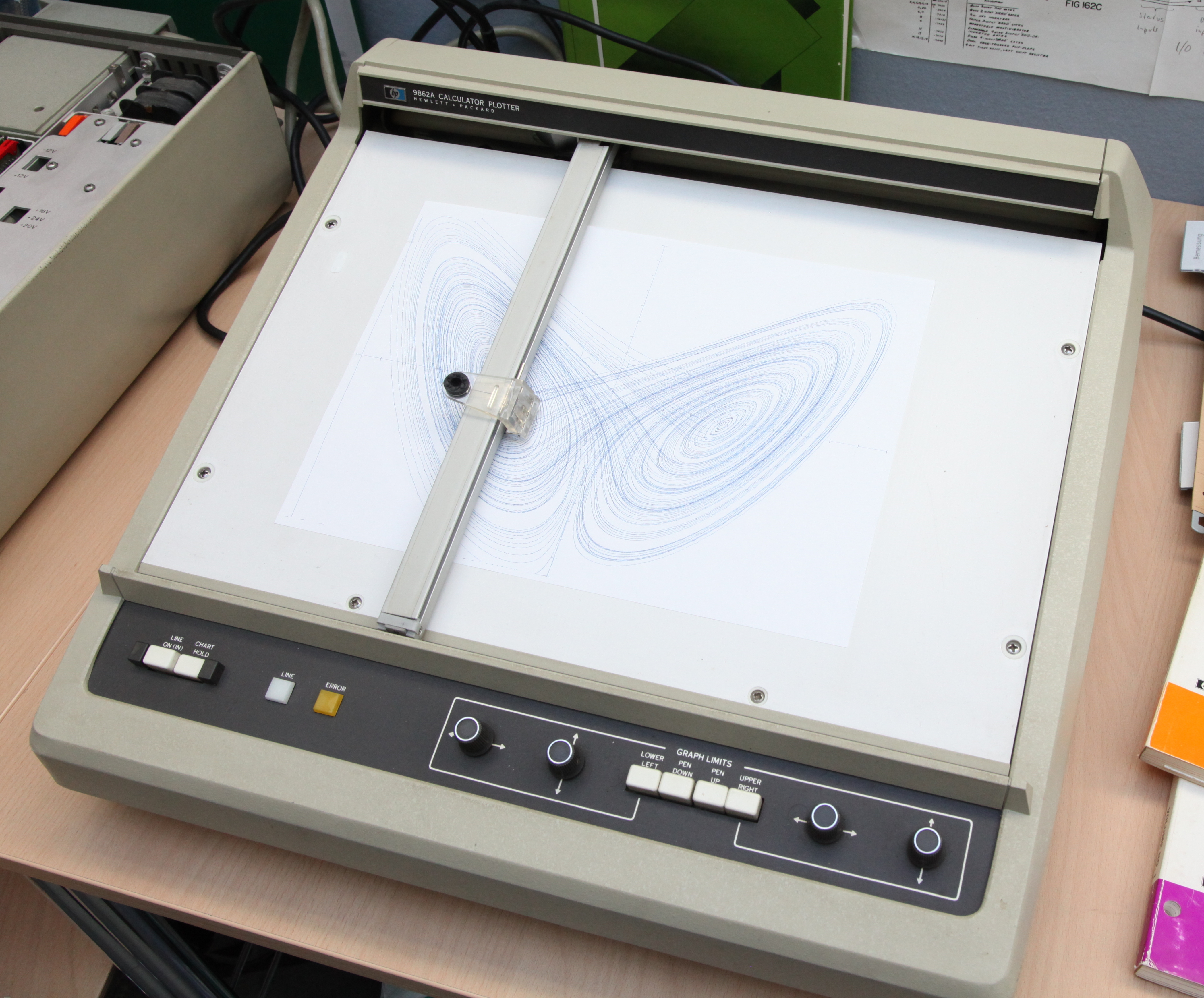
Un plotter è un'implementazione di un robot con coordinate cartesiane.

Un robot a coordinate cartesiane (noto anche come robot lineare) è un robot industriale i cui tre assi principali di controllo sono lineari (si muovono in linea retta anziché ruotare) e sono ad angolo retto tra loro. I tre giunti scorrevoli corrispondono al movimento del polso verso l'alto, verso il basso, verso l'interno e verso l'esterno. Tra i vari vantaggi, questa disposizione meccanica semplifica la soluzione del sistema di controllo del robot. Ha un'elevata affidabilità e precisione quando opera nello spazio tridimensionale. Come sistema di coordinate del robot, è efficace anche per gli spostamenti orizzontali e per l'impilamento dei contenitori.

## Configurazioni

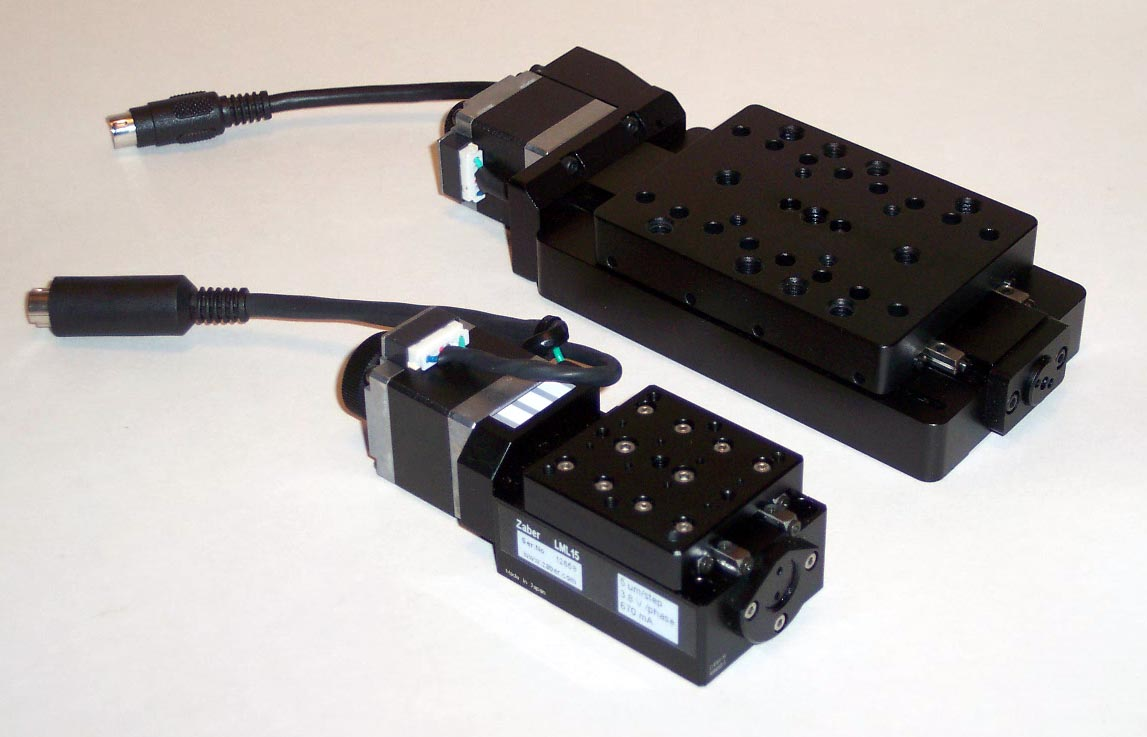
Fase lineare

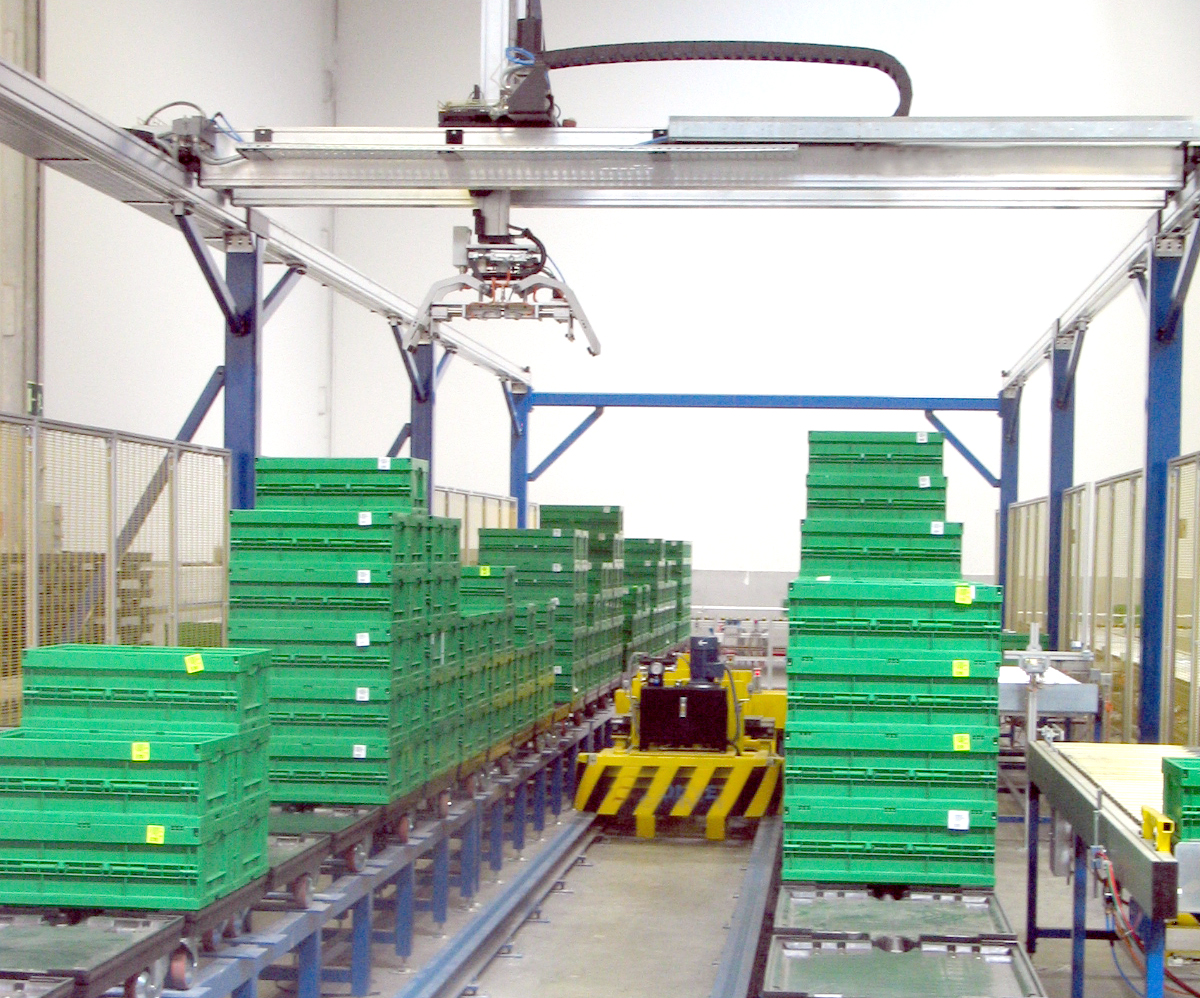
Robot a portale

I robot hanno meccanismi costituiti da collegamenti rigidi collegati tra loro da giunti con movimento lineare (prismatico P) o rotatorio (rivoluzionario R), o combinazioni dei due. I giunti prismatici attivi P e i giunti rotanti attivi R vengono azionati da motori sotto controllo programmabile per manipolare oggetti ed eseguire complesse attività automatizzate. Il movimento lineare dei giunti prismatici attivi può essere azionato da motori rotanti attraverso ingranaggi o pulegge. I robot a coordinate cartesiane sono controllati da giunti prismatici attivi P reciprocamente perpendicolari che sono allineati con gli assi X, Y, Z di un sistema di coordinate cartesiane. Sebbene non siano propriamente dei "robot", anche altri tipi di manipolatori, come le macchine a controllo numerico computerizzato (CNC), le stampanti 3D o i plotter, presentano la stessa disposizione meccanica di giunti prismatici attivi P reciprocamente perpendicolari.

### Topologia dei giunti
Una singola catena di collegamenti e giunti, collega un oggetto in movimento a una base di manipolatori seriali. Catene multiple (arti) collegano l'oggetto in movimento alla base dei manipolatori paralleli. La maggior parte dei robot con coordinate cartesiane sono completamente seriali o una combinazione di collegamenti seriali e paralleli. Tuttavia, esistono alcuni robot con coordinate cartesiane che sono completamente connessi in parallelo.

### Gradi di libertà
Poiché sono azionati da giunti prismatici lineari attivi P, i robot a coordinate cartesiane solitamente manipolano oggetti con soli T gradi di libertà di traslazione lineare. Tuttavia, alcuni robot con coordinate cartesiane hanno anche gradi di libertà rotazionali R.

### Costruzione
Ciascun asse di un robot con coordinate cartesiane, solitamente è realizzato da una fase lineare costituita da un attuatore lineare geometricamente parallelo con cuscinetti lineari. L'attuatore lineare è solitamente posizionato tra due cuscinetti lineari distanziati tra loro per supportare i carichi di momento. Due piani lineari perpendicolari impilati uno sopra l'altro formano un piano XY. Esempi di piani XY includono gli assi XY delle fresatrici o delle tavole di posizionamento di precisione. In questi casi, almeno una delle fasi lineari dei robot con coordinate cartesiane a sbalzo è supportata solo da un'estremità. La costruzione a sbalzo garantisce l'accessibilità ai componenti per applicazioni pick-and-place come, ad esempio, l'automazione per il laboratorio. I robot con coordinate cartesiane, con l'elemento orizzontale supportato su entrambe le estremità, sono talvolta chiamati robot a portale; meccanicamente, assomigliano alle gru a portale, anche se queste ultime non sono generalmente robot. I robot a portale sono spesso piuttosto grandi e possono sostenere carichi pesanti.

## Applicazioni
Le applicazioni più diffuse per i robot a coordinate cartesiane sono le macchine a controllo numerico computerizzato (macchine CNC) e la stampa 3D. L'applicazione più semplice è quella nelle fresatrici e nei plotter, dove uno strumento come una fresatrice o una penna si sposta lungo un piano XY e viene sollevato e abbassato su una superficie per creare un disegno preciso.
Un'altra applicazione dei robot con coordinate cartesiane sono le macchine di immagazzinamento automatico . Per esempio, i robot cartesiani a portale aereo vengono utilizzati per il carico e lo scarico continuo di pezzi su linee di produzione di torni CNC, eseguendo operazioni di prelievo e posizionamento a 3 assi (X, Y, Z) di carichi pesanti con prestazioni ad alta velocità ed elevata precisione di posizionamento. In generale, i robot cartesiani a portale aereo sono adatti a molti sistemi di automazione.